# Grand Prix Jef Scherens 2014
La 48e édition du Grand Prix Jef Scherens a eu lieu le 14 septembre 2014. La course fait partie du calendrier UCI Europe Tour 2014 en catégorie 1.1. André Greipel (Lotto-Belisol) parcourt les 183,3 kilomètres du circuit en 4 h 15 min 56 s, soit à une vitesse moyenne de 42,972 km/h. Il est immédiatement suivi par Tom Van Asbroeck (Topsport Vlaanderen-Baloise) et Danny van Poppel (Trek Factory Racing). Sur les 150 coureurs qui ont pris le départ, 119 franchissent la ligne d'arrivée.

## Présentation

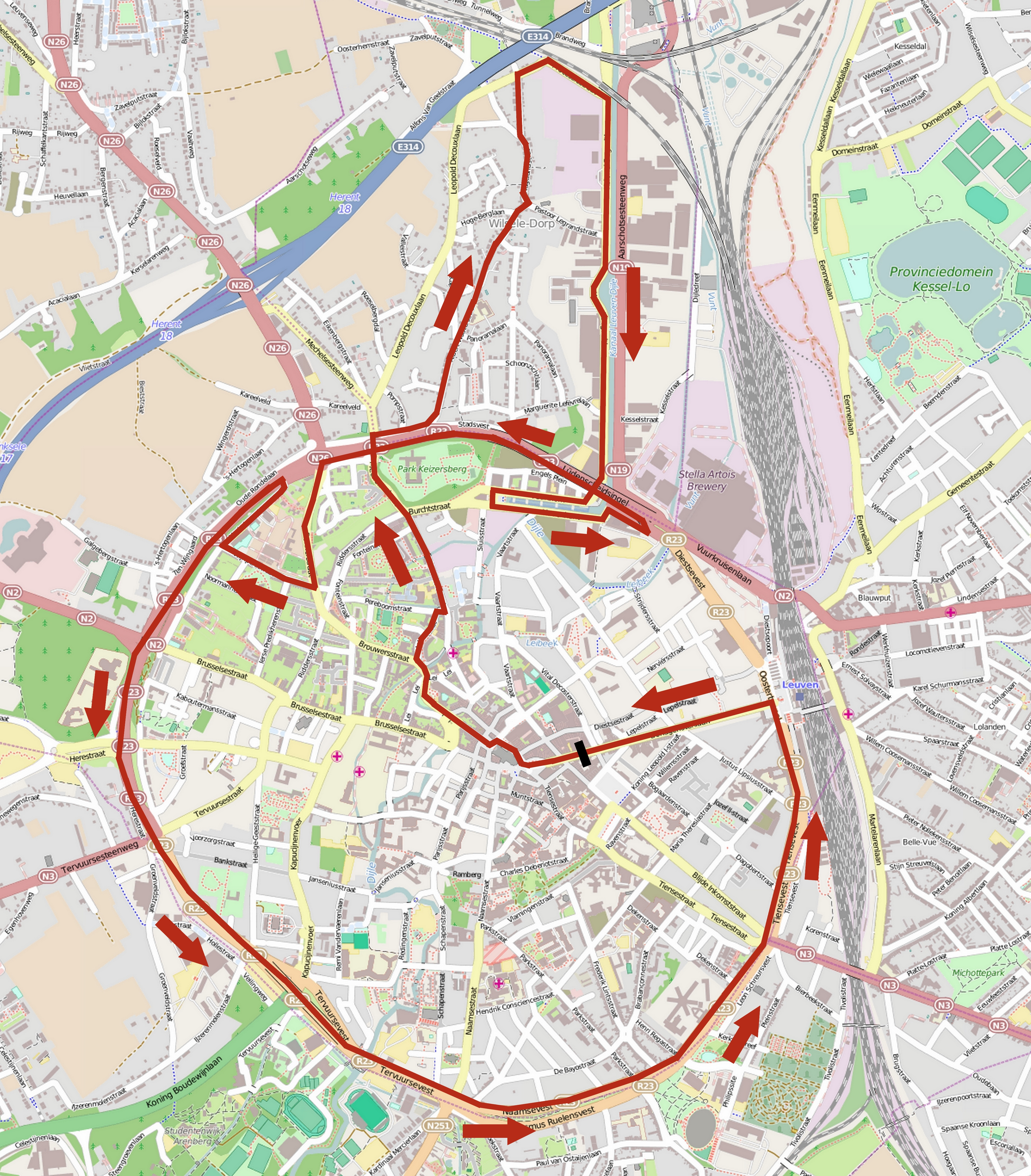
Le parcours.

### Organisation
Le 48e Grand Prix Jef Scherens a lieu à Louvain en Belgique le dimanche 14 septembre 2014.

### Parcours
Le parcours du Grand Prix Jef Scherens consiste en un circuit de 14,1 kilomètres qu'il faut parcourir à treize reprises. Sur la base d'une moyenne horaire de 42,3 km/h, il faut vingt minutes pour effectuer un tour de circuit.
Un tour de circuit commence au centre de Louvain, remonte vers le nord, au-delà du boulevard périphérique, puis y revient en passant devant les différentes portes de la ville dans le sens anti-horaire : Aarschotsepoort, Mechelsepoort, Brusselsepoort, Tervurrsepoort, Maamsepoort, Parkpoort et Tiensepoort. Passant devant la gare, les coureurs se dirigent vers l'ouest pour franchir la ligne.

### Équipes
Classé en catégorie 1.1 de l'UCI Europe Tour, le Grand Prix Jef Scherens est par conséquent ouvert aux UCI ProTeams dans la limite de 50 % des équipes participantes, aux équipes continentales professionnelles, aux équipes continentales et aux équipes nationales.
Vingt équipes participent à ce Grand Prix Jef Scherens - deux équipes UCI ProTeams, trois équipes continentales professionnelles, quatorze équipes continentales et une équipe nationale :
| UCI ProTeams        | UCI ProTeams | UCI ProTeams |
| Nom de l'équipe     | Pays         | Code         |
| ------------------- | ------------ | ------------ |
| Lotto-Belisol       | Belgique     | LTB          |
| Trek Factory Racing | États-Unis   | TFR          |

| Équipe nationale              | Équipe nationale | Équipe nationale |
| Nom de l'équipe               | Pays             | Code             |
| ----------------------------- | ---------------- | ---------------- |
| Équipe nationale des Pays-Bas | Pays-Bas         | NED              |

| Équipes continentales professionnelles | Équipes continentales professionnelles | Équipes continentales professionnelles |
| Nom de l'équipe                        | Pays                                   | Code                                   |
| -------------------------------------- | -------------------------------------- | -------------------------------------- |
| Androni Giocattoli-Venezuela           | Italie                                 | AND                                    |
| Topsport Vlaanderen-Baloise            | Belgique                               | TSV                                    |
| Wanty-Groupe Gobert                    | Belgique                               | WGG                                    |

| Équipes continentales                     | Équipes continentales | Équipes continentales |
| Nom de l'équipe                           | Pays                  | Code                  |
| ----------------------------------------- | --------------------- | --------------------- |
| 3M                                        | Belgique              | MMM                   |
| De Rijke                                  | Pays-Bas              | RIJ                   |
| Giant-Shimano Development                 | Suède                 | GID                   |
| Jo Piels                                  | Pays-Bas              | CJP                   |
| Josan-To Win                              | Belgique              | JTW                   |
| Leopard Development                       | Luxembourg            | LDT                   |
| Parkhotel Valkenburg                      | Pays-Bas              | PVC                   |
| Rietumu-Delfin                            | Lettonie              | RBD                   |
| Sunweb-Napoleon Games                     | Belgique              | SUN                   |
| T.Palm-Pôle Continental Wallon            | Belgique              | PCW                   |
| Vastgoedservice-Golden Palace Continental | Belgique              | VGS                   |
| Veranclassic-Doltcini                     | Belgique              | VER                   |
| Verandas Willems                          | Belgique              | WIL                   |
| Wallonie-Bruxelles                        | Belgique              | WBC                   |

### Règlement de la course

#### Primes
Les vingt prix sont attribués suivant le barème de l'UCI,. Le total général des prix distribués est de 14 477 €.
| Position | 1er     | 2e      | 3e      | 4e    | 5e    | 6e    | 7e    | 8e    | 9e    | 10e à 20e |
| Prix     | 5 785 € | 2 895 € | 1 445 € | 715 € | 580 € | 433 € | 433 € | 287 € | 287 € | 147 €     |

Ainsi, André Greipel remporte 5 785 €, Tom Van Asbroeck 2 895 €, Danny van Poppel 1 445 €, Kenny van Hummel 715 €, Kenneth Vanbilsen 580 €, Jempy Drucker et Antoine Demoitié 433 €, Michel Kreder et Coen Vermeltfoort 287 € et enfin Mike Teunissen, Niels De Rooze, Dries De Bondt, Piotr Havik, Egidijus Juodvalkis, Fumiyuki Beppu, Edward Theuns, Fabio Polazzi, Dennis Coenen, Laurent Évrard et Jonas Van Genechten 147 €.

## Classements

### Classement final

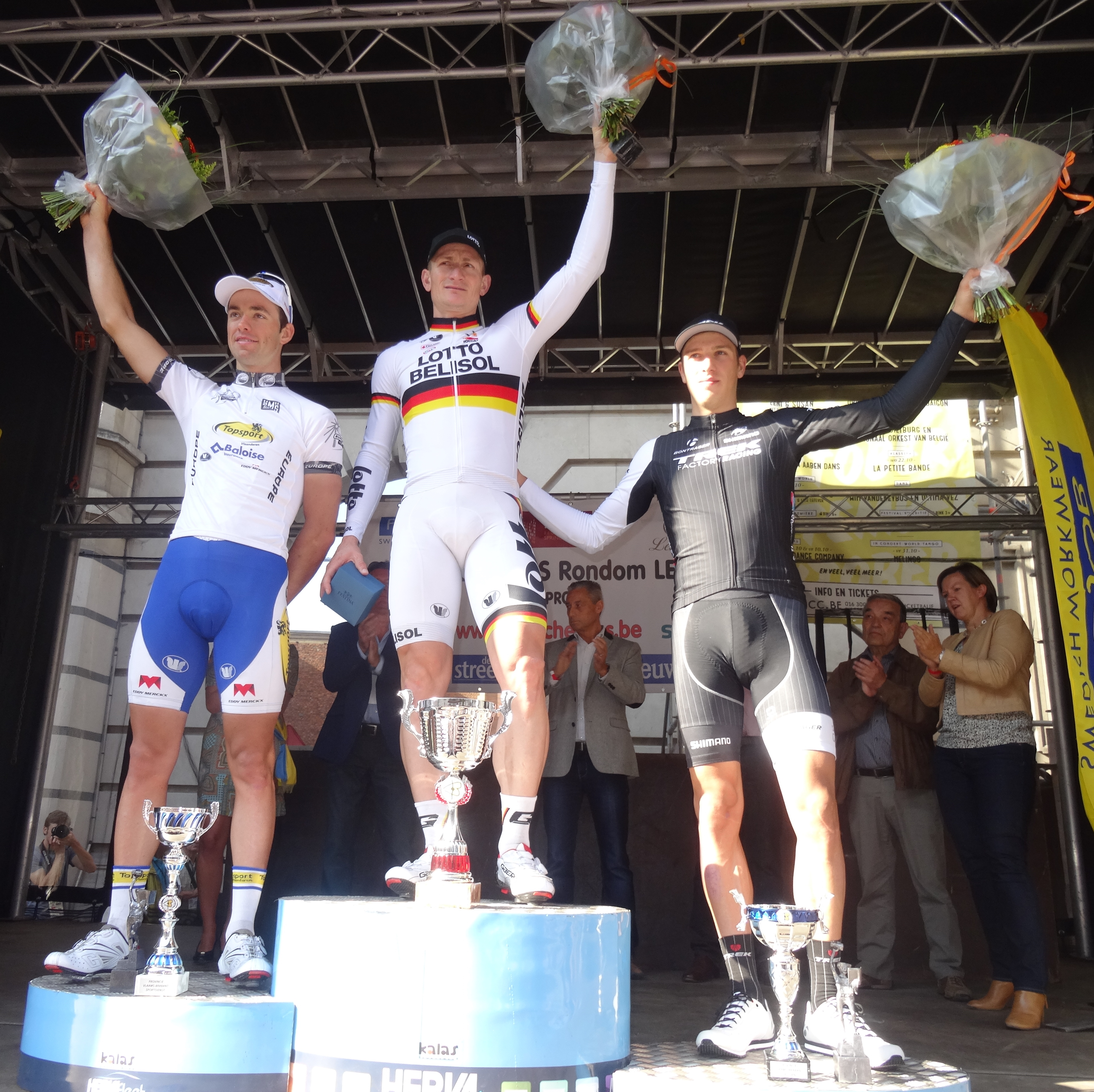
Tom Van Asbroeck (2e), André Greipel (1er) et Danny van Poppel (3e).

André Greipel (Lotto-Belisol) parcourt les 183,3 kilomètres du circuit en 4 h 15 min 56 s, soit à une vitesse moyenne de 42,972 km/h. Il est immédiatement suivi par Tom Van Asbroeck (Topsport Vlaanderen-Baloise) et Danny van Poppel (Trek Factory Racing).

### UCI Europe Tour

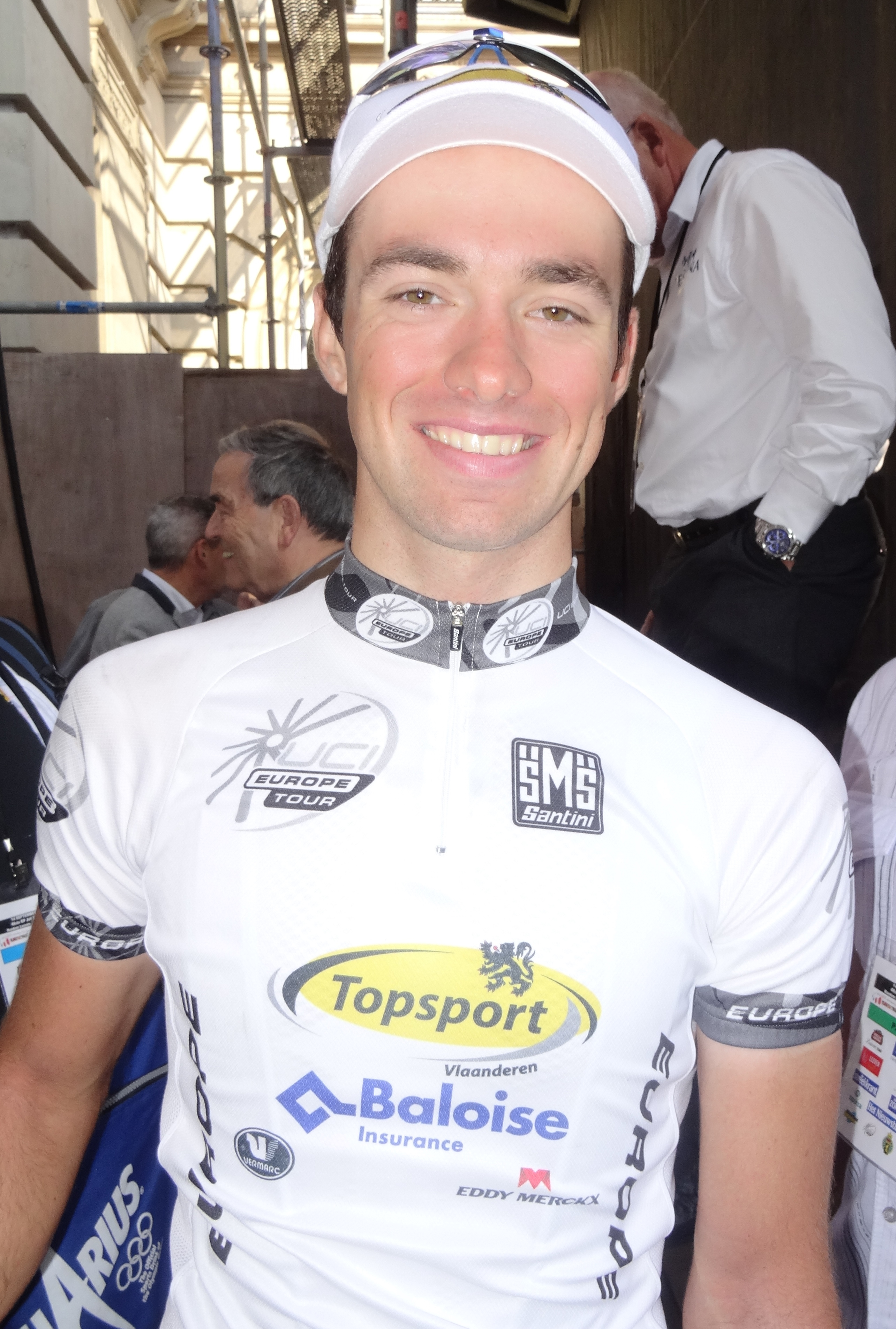
Tom Van Asbroeck après la remise des prix, avec son maillot de leader de l'UCI Europe Tour 2014. Sa 2e place lui rapporte 56 points.

Ce Grand Prix Jef Scherens attribue des points pour l'UCI Europe Tour 2014, par équipes seulement aux coureurs des équipes continentales professionnelles et continentales, individuellement à tous les coureurs sauf ceux faisant partie d'une équipe ayant un label ProTeam.
| Position           | 1er | 2e | 3e | 4e | 5e | 6e | 7e | 8e | 9e | 10e | 11e | 12e |
| Classement général | 80  | 56 | 32 | 24 | 20 | 16 | 12 | 8  | 7  | 6   | 5   | 3   |

C'est ainsi que Tom Van Asbroeck (2e) remporte cinquante-six points, Kenny van Hummel (4e) vingt-quatre points, Kenneth Vanbilsen (5e) vingt points, Jempy Drucker (6e) seize points, Antoine Demoitié (7e) douze points, Michel Kreder (8e) huit points, Coen Vermeltfoort (9e) sept points, Mike Teunissen (10e) six points, Niels De Rooze (11e) cinq points et Dries De Bondt (12e) trois points. André Greipel (1er) et Danny van Poppel (3e) étant membres d'équipes ProTeams, ils ne marquent pas de points pour l'UCI Europe Tour.

## Liste des participants
- Liste de départ complète

| Légende | Légende                                                                    | Légende | Légende                                                    |
| ------- | -------------------------------------------------------------------------- | ------- | ---------------------------------------------------------- |
| Num     | Dossard de départ porté par le coureur sur ce Grand Prix Jef Scherens      | Pos     | Position à l'arrivée de la course                          |
|         | Indique un maillot de champion national ou mondial, suivi de sa spécialité | NP      | Indique un coureur qui n'a pas pris le départ de la course |
| AB      | Indique un coureur qui n'a pas terminé la course                           | HD      | Indique un coureur qui a terminé la course hors des délais |

| Lotto-Belisol LTB | Lotto-Belisol LTB           | Lotto-Belisol LTB |
| ----------------- | --------------------------- | ----------------- |
| Num               | Coureur                     | Pos               |
| 1                 | André Greipel (GER) (Route) | 1er               |
| 2                 | Kris Boeckmans (BEL)        | 117e              |
| 3                 | Sean De Bie (BEL)           | 111e              |
| 4                 | Kenny Dehaes (BEL)          | 88e               |
| 5                 | Oliver Naesen (BEL)         | 27e               |
| 6                 | Marcel Sieberg (GER)        | 59e               |
| 7                 | Boris Vallée (BEL)          | 76e               |
| 8                 | Jonas Van Genechten (BEL)   | 20e               |

| Trek Factory Racing TFR | Trek Factory Racing TFR | Trek Factory Racing TFR |
| ----------------------- | ----------------------- | ----------------------- |
| Num                     | Coureur                 | Pos                     |
| 11                      | Fumiyuki Beppu (JPN)    | 15e                     |
| 12                      | Clément Chevrier (FRA)  | 83e                     |
| 13                      | Markel Irizar (ESP)     | 46e                     |
| 14                      | Fabio Silvestre (POR)   | 91e                     |
| 15                      | Boy van Poppel (NED)    | 90e                     |
| 16                      | Danny van Poppel (NED)  | 3e                      |
| 17                      | Calvin Watson (AUS)     | 64e                     |
| 18                      |                         |                         |

| Androni Giocattoli-Venezuela AND | Androni Giocattoli-Venezuela AND | Androni Giocattoli-Venezuela AND |
| -------------------------------- | -------------------------------- | -------------------------------- |
| Num                              | Coureur                          | Pos                              |
| 21                               | Marco Bandiera (ITA)             | 103e                             |
| 22                               | Tiziano Dall'Antonia (ITA)       | 34e                              |
| 23                               | Matteo Di Serafino (ITA)         | 113e                             |
| 24                               | Marco Frapporti (ITA)            | 58e                              |
| 25                               | Johnny Hoogerland (NED)          | 39e                              |
| 26                               | Nicola Testi (ITA)               | 115e                             |
| 27                               | Angelo Raffaele (ITA)            | AB                               |
| 28                               | Kenny van Hummel (NED)           | 4e                               |

| Topsport Vlaanderen-Baloise TSV | Topsport Vlaanderen-Baloise TSV | Topsport Vlaanderen-Baloise TSV |
| ------------------------------- | ------------------------------- | ------------------------------- |
| Num                             | Coureur                         | Pos                             |
| 31                              | Victor Campenaerts (BEL)        | 50e                             |
| 32                              | Pieter Jacobs (BEL)             | 87e                             |
| 33                              | Yves Lampaert (BEL)             | 101e                            |
| 34                              | Edward Theuns (BEL)             | 16e                             |
| 35                              | Tom Van Asbroeck (BEL)          | 2e                              |
| 36                              | Gijs Van Hoecke (BEL)           | 29e                             |
| 37                              | Kenneth Vanbilsen (BEL)         | 5e                              |
| 38                              | Jelle Wallays (BEL)             | 63e                             |

| Wanty-Groupe Gobert WGG | Wanty-Groupe Gobert WGG  | Wanty-Groupe Gobert WGG |
| ----------------------- | ------------------------ | ----------------------- |
| Num                     | Coureur                  | Pos                     |
| 41                      | Jérôme Baugnies (BEL)    | 21e                     |
| 42                      | Tim De Troyer (BEL)      | AB                      |
| 43                      | Björn Leukemans (BEL)    | 23e                     |
| 44                      | Laurens De Vreese (BEL)  | 8e                      |
| 45                      | Jempy Drucker (LUX)      | 6e                      |
| 46                      | Michel Kreder (NED)      | 33e                     |
| 47                      | Nico Sijmens (BEL)       | 93e                     |
| 48                      | Frederik Veuchelen (BEL) | 74e                     |

| Giant-Shimano Development GID | Giant-Shimano Development GID | Giant-Shimano Development GID |
| ----------------------------- | ----------------------------- | ----------------------------- |
| Num                           | Coureur                       | Pos                           |
| 51                            | Jenthe Biermans (BEL)         | 75e                           |
| 52                            | Jan Brockhoff (GER)           | 69e                           |
| 53                            |                               |                               |
| 54                            |                               |                               |
| 55                            | Adriaan Janssen (NED)         | 68e                           |
| 56                            | Fredrik Ludvigsson (SWE)      | 84e                           |
| 57                            | Robert Pölder (SWE)           | 105e                          |
| 58                            | Maximilian Schachmann (GER)   | 85e                           |

| De Rijke RIJ | De Rijke RIJ             | De Rijke RIJ |
| ------------ | ------------------------ | ------------ |
| Num          | Coureur                  | Pos          |
| 61           | Huub Duyn (NED)          | 54e          |
| 62           | Ike Groen (NED)          | 57e          |
| 63           | Dylan Groenewegen (NED)  | NP           |
| 64           | Kobus Hereijgers (NED)   | 77e          |
| 65           | Sjoerd Kouwenhoven (NED) | 49e          |
| 66           | Dex Groen (NED)          | AB           |
| 67           | Ronan van Zandbeek (NED) | 96e          |
| 68           | Coen Vermeltfoort (NED)  | 9e           |

| Josan-To Win JTW | Josan-To Win JTW       | Josan-To Win JTW |
| ---------------- | ---------------------- | ---------------- |
| Num              | Coureur                | Pos              |
| 71               | Angelo De Clercq (BEL) | 109e             |
| 72               | Vincent De Boeck (BEL) | 78e              |
| 73               | Dries De Bondt (BEL)   | 12e              |
| 74               | Niels De Rooze (BEL)   | 11e              |
| 75               | Dirk Finders (GER)     | 66e              |
| 76               | Fabio Polazzi (BEL)    | 17e              |
| 77               | Niels Reynvoet (BEL)   | 82e              |
| 78               | Benjamin Verraes (BEL) | 108e             |

| Leopard Development LDT | Leopard Development LDT | Leopard Development LDT |
| ----------------------- | ----------------------- | ----------------------- |
| Num                     | Coureur                 | Pos                     |
| 81                      | Dennis Coenen (BEL)     | 18e                     |
| 82                      | Kevin Feiereisen (LUX)  | AB                      |
| 83                      | Marco König (GER)       | 80e                     |
| 84                      | Patrick Olesen (DEN)    | 106e                    |
| 85                      | Matthias Plarre (GER)   | 45e                     |
| 86                      | Pit Schlechter (LUX)    | AB                      |
| 87                      | Tom Thill (LUX)         | 44e                     |
| 88                      | Joël Zangerlé (LUX)     | 86e                     |

| Équipe nationale des Pays-Bas NED | Équipe nationale des Pays-Bas NED | Équipe nationale des Pays-Bas NED |
| --------------------------------- | --------------------------------- | --------------------------------- |
| Num                               | Coureur                           | Pos                               |
| 91                                | Martijn Tusveld (NED)             | 41e                               |
| 92                                | Derk Abel Beckeringh (NED)        | 52e                               |
| 93                                | Piotr Havik (NED)                 | 13e                               |
| 94                                | Lennard Hofstede (NED)            | 53e                               |
| 95                                | Etienne van Empel (NED)           | 65e                               |
| 96                                | Sam Oomen (NED)                   | 55e                               |
| 97                                | Timo Roosen (NED)                 | 43e                               |
| 98                                | Mike Teunissen (NED)              | 10e                               |

| Sunweb-Napoleon Games SUN | Sunweb-Napoleon Games SUN | Sunweb-Napoleon Games SUN |
| ------------------------- | ------------------------- | ------------------------- |
| Num                       | Coureur                   | Pos                       |
| 101                       | Jim Aernouts (BEL)        | AB                        |
| 102                       | Vinnie Braet (BEL)        | AB                        |
| 103                       | Jonas Degroote (BEL)      | AB                        |
| 104                       | Tim Merlier (BEL)         | AB                        |
| 105                       | Kevin Pauwels (BEL)       | 60e                       |
| 106                       | Yorben Van Tichelt (BEL)  | AB                        |
| 107                       | Klaas Vantornout (BEL)    | AB                        |
| 108                       | Gianni Vermeersch (BEL)   | 62e                       |

| 3M MMM | 3M MMM                    | 3M MMM |
| ------ | ------------------------- | ------ |
| Num    | Coureur                   | Pos    |
| 111    | Gertjan De Vos (BEL)      | 114e   |
| 112    | Gerry Druyts (BEL)        | 22e    |
| 113    | Gregory Franckaert (BEL)  | 40e    |
| 114    | Jimmy Janssens (BEL)      | 61e    |
| 115    | Egidijus Juodvalkis (LTU) | 14e    |
| 116    | Emiel Vermeulen (BEL)     | AB     |
| 117    | Tim Vanspeybroeck (BEL)   | 26e    |
| 118    | Stef Van Zummeren (BEL)   | 30e    |

| Vastgoedservice-Golden Palace Continental VGS | Vastgoedservice-Golden Palace Continental VGS | Vastgoedservice-Golden Palace Continental VGS |
| --------------------------------------------- | --------------------------------------------- | --------------------------------------------- |
| Num                                           | Coureur                                       | Pos                                           |
| 121                                           | Alexander Cools (BEL)                         | AB                                            |
| 122                                           | Sander Cordeel (BEL)                          | 38e                                           |
| 123                                           | Sam Lennertz (BEL)                            | 32e                                           |
| 124                                           | Rob Ruijgh (NED)                              | 48e                                           |
| 125                                           | Kevin Hulsmans (BEL)                          | AB                                            |
| 126                                           | Kurt Geysen (BEL)                             | AB                                            |
| 127                                           | Alphonse Vermote (BEL)                        | AB                                            |
| 128                                           | Nick Wynants (BEL)                            | AB                                            |

| Veranclassic-Doltcini VER | Veranclassic-Doltcini VER       | Veranclassic-Doltcini VER |
| ------------------------- | ------------------------------- | ------------------------- |
| Num                       | Coureur                         | Pos                       |
| 131                       | Hamish Schreurs (NZL)           | AB                        |
| 132                       | Serge Dewortelaer (BEL)         | 56e                       |
| 133                       | Tom Goovaerts (BEL)             | 73e                       |
| 134                       | Francesco Van Coppernolle (BEL) | 102e                      |
| 135                       | Rick Ottema (NED)               | 72e                       |
| 136                       | Bob Schoonbroodt (NED)          | 31e                       |
| 137                       | Alessandro Soenens (BEL)        | 100e                      |
| 138                       | Kevin Verwaest (BEL)            | AB                        |

| Verandas Willems WIL | Verandas Willems WIL    | Verandas Willems WIL |
| -------------------- | ----------------------- | -------------------- |
| Num                  | Coureur                 | Pos                  |
| 141                  | Gaëtan Bille (BEL)      | 36e                  |
| 142                  | Jelle Mannaerts (BEL)   | 118e                 |
| 143                  | Olivier Pardini (BEL)   | AB                   |
| 144                  | Floris Smeyers (BEL)    | NP                   |
| 145                  | Joren Touquet (BEL)     | 98e                  |
| 146                  | Niels Vandyck (BEL)     | AB                   |
| 147                  | Nicolas Vereecken (BEL) | AB                   |
| 148                  | Willem Wauters (BEL)    | 25e                  |

| Wallonie-Bruxelles WBC | Wallonie-Bruxelles WBC   | Wallonie-Bruxelles WBC |
| ---------------------- | ------------------------ | ---------------------- |
| Num                    | Coureur                  | Pos                    |
| 151                    | Maxime Anciaux (BEL)     | 94e                    |
| 152                    | Quentin Bertholet (BEL)  | 112e                   |
| 153                    | Sébastien Delfosse (BEL) | 81e                    |
| 154                    | Antoine Demoitié (BEL)   | 7e                     |
| 155                    | Tom Dernies (BEL)        | 95e                    |
| 156                    | Boris Dron (BEL)         | 51e                    |
| 157                    | Laurent Évrard (BEL)     | 19e                    |
| 158                    | Julien Stassen (BEL)     | 92e                    |

| Jo Piels CJP | Jo Piels CJP               | Jo Piels CJP |
| ------------ | -------------------------- | ------------ |
| Num          | Coureur                    | Pos          |
| 161          | Koen Bouwman (NED)         | 79e          |
| 162          | Berden de Vries (NED)      | 97e          |
| 163          | Jasper Hamelink (NED)      | 99e          |
| 164          | Maurits Lammertink (NED)   | 24e          |
| 165          | Stefan Poutsma (NED)       | AB           |
| 166          | Sjors Roosen (NED)         | 42e          |
| 167          | Geert van der Weijst (NED) | AB           |
| 168          | Tom Vermeer (NED)          | 35e          |

| Rietumu-Delfin RBD | Rietumu-Delfin RBD             | Rietumu-Delfin RBD |
| ------------------ | ------------------------------ | ------------------ |
| Num                | Coureur                        | Pos                |
| 171                | Armands Bēcis (LAT)            | 107e               |
| 172                | Andžs Flaksis (LAT)            | 70e                |
| 173                | Edgaras Kovaliovas (LTU)       | 119e               |
| 174                | Krists Neilands (LAT)          | AB                 |
| 175                | Andris Smirnovs (LAT)          | 116e               |
| 176                | Andris Vosekalns (LAT) (Route) | AB                 |
| 177                |                                |                    |
| 178                |                                |                    |

| T.Palm-Pôle Continental Wallon PCW | T.Palm-Pôle Continental Wallon PCW | T.Palm-Pôle Continental Wallon PCW |
| ---------------------------------- | ---------------------------------- | ---------------------------------- |
| Num                                | Coureur                            | Pos                                |
| 181                                | Julien Dechesne (BEL)              | AB                                 |
| 182                                | Jonathan Baratto (BEL)             | 110e                               |
| 183                                | Guillaume Haag (BEL)               | AB                                 |
| 184                                | Jeff Peelaers (BEL)                | 71e                                |
| 185                                | Rudy Rouet (BEL)                   | 104e                               |
| 186                                | Ian Vansumere (BEL)                | AB                                 |
| 187                                | Glenn Van De Maele (BEL)           | AB                                 |
| 188                                | Andrew Ydens (BEL)                 | 67e                                |

| Parkhotel Valkenburg PVC | Parkhotel Valkenburg PVC | Parkhotel Valkenburg PVC |
| ------------------------ | ------------------------ | ------------------------ |
| Num                      | Coureur                  | Pos                      |
| 191                      |                          |                          |
| 192                      | Remco Broers (NED)       | 47e                      |
| 193                      | Joris de Boer (NED)      | AB                       |
| 194                      |                          |                          |
| 195                      | Mitchell Huenders (NED)  | NP                       |
| 196                      | James Judd (NZL)         | 59e                      |
| 197                      | Jaap Kooijman (NED)      | 37e                      |
| 198                      | Peter Schulting (NED)    | 28e                      |

#### Roadbook
1. ↑  Roadbook 2014, couverture, p. 1
2. 1 2  Roadbook 2014, règlement particulier de l'épreuve, p. 4-6